# U-137 (1940)
| U-137                      | U-137                                              | U-137                                              |
| -------------------------- | -------------------------------------------------- | -------------------------------------------------- |
|                            |                                                    |                                                    |
|                            |                                                    |                                                    |
|                            |                                                    |                                                    |
| Під прапором               | Третій рейх                                        | Третій рейх                                        |
| Порт приписки              | Кіль, Ставангер, Лор'ян, Берген, Гельсінгер        | Кіль, Ставангер, Лор'ян, Берген, Гельсінгер        |
| Спуск на воду              | 18 травня 1940                                     | 18 травня 1940                                     |
| Виведений зі складу флоту  | 2 травня 1945                                      | 2 травня 1945                                      |
| Сучасний статус            | затоплений                                         | затоплений                                         |
| Проєкт                     |                                                    |                                                    |
| Тип ПЧ                     | Малий ДПЧ                                          | Малий ДПЧ                                          |
| Основні характеристики     |                                                    |                                                    |
| Швидкість (надводна)       | 12,7 вузла                                         | 12,7 вузла                                         |
| Швидкість (підводна)       | 7,9 вузла                                          | 7,9 вузла                                          |
| Гранична глибина занурення | 150 м                                              | 150 м                                              |
| Екіпаж                     | 26 осіб                                            | 26 осіб                                            |
| Розміри                    |                                                    |                                                    |
| Довжина найбільша (по КВЛ) | 44,0 м                                             | 44,0 м                                             |
| Ширина корпусу найб.       | 4,92 м                                             | 4,92 м                                             |
| Висота                     | 8,4 м                                              | 8,4 м                                              |
| Середня осадка (по КВЛ)    | 3,93 м                                             | 3,93 м                                             |
| Водотоннажність надводна   | 314 т                                              | 314 т                                              |
| Озброєння                  |                                                    |                                                    |
| Артилерія                  | 1 × 2 cm/65 C/30 (1000 снарядів)                   | 1 × 2 cm/65 C/30 (1000 снарядів)                   |
| Торпедно- мінне озброєння  | 3 TA 5 торпед або 18 мін (за іншими даними ТМА 12) | 3 TA 5 торпед або 18 мін (за іншими даними ТМА 12) |

U-137 — малий німецький підводний човен типу II-D для прибережних вод, часів другої світової війни. Заводський номер 266.
Введений в стрій 15 січня 1940 р., увійшов до складу 1-ї флотилії, використовувався як навчальний, так і бойовий. З 20 грудня 1940 р. був приписаний до 22-ї флотилії як навчальний човен. Зробив 4 бойових походи, потопив 6 суден (24 136 брт) та пошкодив одне судно (4917 брт) та один бойовий корабель (10 552 т).

## Командири
- Капітан-лейтенант Герберт Вольфарт (15 червня — 14 грудня 1940)
- Оберлейтенант-цур-зее Ганс-Фердинанд Массманн (15 грудня 1940 — 7 грудня 1941)
- Оберлейтенант-цур-зее Герберт Брюннінг (8 грудня 1941 — 1 вересня 1942)
- Оберлейтенант-цур-зее Герт Гемайнер (2 вересня 1942 — 27 грудня 1943)
- Оберлейтенант-цур-зее Гюнтер Шіммель (28 грудня 1943 — 24 січня 1945)
- Оберлейтенант-цур-зее Еріх Фішер (25 січня — 28 лютого 1945)
- Оберлейтенант-цур-зее Ганс-Йоахім Діркс (березень — 5 травня 1945)

## Затоплені судна
| Ім'я                | Тип                     | Належність      | Дата              | Тоннаж (БРТ) | Вантаж                         | Статус     | Місце                                                       |
| Manchester Brigade  | вантажне судно          | Велика Британія | 26 серпня 1940    | 6 042        | 1 147 тон генерального вантажу | затоплено  | 54°53′ пн. ш. 10°22′ зх. д. / 54.883° пн. ш. 10.367° зх. д. |
| Ashantian           | вантажне судно          | Велика Британія | 26 вересня 1940   | 4 917        | в баласті                      | пошкоджено | 55°10′ пн. ш. 11°00′ зх. д. / 55.167° пн. ш. 11.000° зх. д. |
| Stratford           | танкер                  | Велика Британія | 26 вересня 1940   | 4 753        | в баласті                      | затоплено  | 54°50′ пн. ш. 10°40′ зх. д. / 54.833° пн. ш. 10.667° зх. д. |
| HMS Cheshire (F 18) | озброєне вантажне судно | Велика Британія | 14 жовтня 1940    | 10 552       |                                | пошкоджено | 55°13′ пн. ш. 13°02′ зх. д. / 55.217° пн. ш. 13.033° зх. д. |
| Cape St. Andrew     | вантажне судно          | Велика Британія | 13 листопада 1940 | 5 094        | в баласті                      | затоплено  | 55°14′ пн. ш. 10°29′ зх. д. / 55.233° пн. ш. 10.483° зх. д. |
| Planter             | вантажне судно          | Велика Британія | 16 листопада 1940 | 5 887        | єгипетська продукція           | затоплено  | 55°38′ пн. ш. 8°28′ зх. д. / 55.633° пн. ш. 8.467° зх. д.   |
| Saint Germain       | вантажне судно          | Велика Британія | 17 листопада 1940 | 1 044        | 1 440 тонн рудничних стійок    | затоплено  | 55°40′ пн. ш. 8°40′ зх. д. / 55.667° пн. ш. 8.667° зх. д.   |
| Veronica            | вантажне судно          | Швеція          | 17 листопада 1940 | 1 316        | 1 831 тонн залізної руди       | затоплено  | 55°43′ пн. ш. 8°55′ зх. д. / 55.717° пн. ш. 8.917° зх. д.   |